# Дорогулин, Василий Адрианович
Василий Адрианович Дорогулин (1829—1899) — архитектор, академик Императорской Академии художеств.

## Биография
Учился в Императорской Академии искусств. Получил медали Академии художеств: малая серебряная (1850) за «проект евангелической церкви», большая серебряная медаль (1854). Получил от Академии художеств звание художника с правом на чин XIV класса (1855). Был признан «назначенным в академики» (1857). Избран в академики (1861) за «проект большой станции железной дороги при виадуке».
Служил в Министерстве иностранных дел, в Техническо-строительном комитете Министерства внутренних дел. Состоял помощником главного строителя Русского богоугодного заведения в Иерусалиме М. И. Эппингера.
Великому князю сообщали: «Кривошеин привёз очень хорошие известия о ходе Ваших построек в Иерусалиме. Архитектор Эппингер и Дорогулин живут там безвыездно, и у них работает там ежедневно 900 человек, в том числе 40 русских. В настоящее время все наши постройки обнесены высокой стеной. Собор подведён под купол, выводится 2-й этаж дома для миссии и домовой церкви и к октябрю будет готов, выводится 1-й этаж для поклонников. Службы, бассейн и две цистерны готовы и уже была вода. В течение зимы много перебывало в Иерусалиме наших матросов и офицеров с судов нашей эскадры, и от вида там воздвигающегося создания своего генерал-адмирала, который в воображении матросов должен являть сущее уважение, видя, что и в Иерусалиме он творит добро для русского народа».
Член Петербургского общества архитекторов (с 1879). В 1884 году произведён в чин действительного статского советника. Имел награды: орден Святого Станислава 2-й степени (1868), орден Святой Анны 2-й степени (1872), орден Святого Владимира 3-й степени (1880).

## Проекты и постройки
- Колокольня церкви Великомученицы Екатерины. Старо-Петергофский проспект, 6 (1871—1879; не сохранилась)[5][6].